# Gisele de Santi
Gisele de Santi es una cantante y compositora brasilera.
Se graduó como música en la Universidade Federal do Rio Grande do Sul; su primer CD: «Chama-me», se grabó en 2010 con el apoyo del Fondo Municipal de Apoyo a la Producción Artística y Cultural de Porto Alegre (Fumproarte). 
En el mismo año ganó el Premio azorianos en las categorías Revelación del año y mejor intérprete.
Ha colaborado con la banda Chimarruts aportando composiciones para el álbum «Sólo para Shine» en 2012.
En 2013, lanzó su segundo álbum: «Vermelho e demais matizes», cuya grabación fue financiada a través de una campañas de micromecenazgo.

## Discografía
- 2010 - Chama-me
- 2013 - Vermelho e demais matizes